# Benzeno em refrigerantes
Benzeno em refrigerantes é a ocorrência de benzeno em refrigerantes, ele demanda certa atenção devido à natureza carcinogênica da molécula de benzeno. Esta contaminação é um problema de saúde pública e tem causado manifestações importantes entre os defensores do meio ambiente e da saúde. Os níveis de benzeno são regulamentados na água potável nacional e internacionalmente, e na água engarrafada nos Estados Unidos, mas não há regulamentação formal em refrigerantes. O benzeno se forma a partir da descarboxilação do conservante ácido benzóico na presença de ácido ascórbico (vitamina C) e íons metálicos (ferro e cobre) que atuam como catalisadores, especialmente sob calor e luz. Várias autoridades estabeleceram limites para o teor de benzeno na água potável. A Organização Mundial da Saúde (OMS), por exemplo, estabelece o limite de 10 ppb (10 microgramas por quilograma) de benzeno na água potável (a OMS observa que o benzeno deve ser evitado sempre que tecnicamente viável).

## Formação em refrigerantes
A maior causa da formação do benzeno é a descarboxilação do ácido benzóico na presença de ácido ascórbico (vitamina C, E300) ou  ácido eritórbico (um Diastereoisômero do ácido ascórbico, E315). Ácido benzoico é frequentemente adicionado a bebidas como conservante, na forma de seus sais benzoato de sódio (E211), benzoato de potássio (E212) ou benzoato de cálcio (E213). Não se considera que o ácido cítrico cause produção de benzeno significante quando combinado com o ácido benzóico, mas existem estudos que indicam o ácido cítrico como catalisador da formação de benzeno, na presença de ácido ascórbico ou eritórbico. O mecanismo da reação começa com a transferência de hidrogênios para um radical hidroxila do meio (produzidas pela redução do {\displaystyle {\ce {O2}}}pelo ácido ascórbico.

Outros fatores que aumentam a formação de benzeno são luz e calor. Armazenar refrigerantes em ambientes quentes aumenta a velocidade da formação de benzeno.
Etilenodiaminotetracetato (EDTA) de cálcio dissódico e açucares mostraram-se inibidores da produção de benzeno em refrigerantes.
O Conselho Internacional de Associações de Bebidas (ICBA) produz materiais para prevenir ou minimizar a formação de benzeno.

## Limites padronizados para água potável
Várias autoridades limitaram a quantidade de benzeno em água potável. Os limites seguintes são dados em partes por bilhão ({\displaystyle ppb=10^{-6}{\frac {g}{kg}}}).
1. Organização Mundial da Saúde (OMS): 10ppb (a OMS considera que o benzeno deve ser evitado sempre que possível).
2. Coreia do Sul: 10ppb
3. Canadá: 5ppb
4. EUA: 5ppb[6]
5. UE: 1ppb

## Exposição do meio ao benzeno
A questão do benzeno em refrigerantes deve ser analisada no contexto de outras exposições ao meio. No pior exemplo já registrado de um refrigerante contendo {\displaystyle 87.9} ppb (partes por bilhão) de benzeno, alguém que bebesse uma lata de {\displaystyle 350~mL} teria ingerido {\displaystyle 31\mu g} (microgramas {\displaystyle =10^{-6}}) de benzeno, quase o equivalente à quantidade inalada por um motorista abastecendo o carro por três minutos. Ainda que existam alternativas ao uso de benzoato de sódio como conservantes, é improvável que o consumo cotidiano de tais bebidas representem um risco significativo à saúde para um indivíduo. 
A Agência Britânica de Padrões Alimentares constatou que uma pessoa precisaria ingerir pelo menos 20 litros de bebidas contendo benzeno a {\displaystyle 10\mu g} todos os dias para igualar as quantidades inaladas pela respiração do ar nas cidades. A exposição individual diária ao benzeno é determinado somando a exposição por todas as fontes a seguir: 
- Ar: um estudo europeu descobriu que as pessoas inspiram {\displaystyle 220\mu g} de benzeno todos os dias devido à poluição atmosférica.[9][10] A exposição diária média por atividades relacionadas ao automobilismo é de {\displaystyle 49\mu g} e por dirigir por uma hora é de {\displaystyle 40\mu g}.[8]
- Fumar: para fumantes, tabagismo é a principal fonte de exposição ao benzeno. Estima-se que um cigarro libera dentre {\displaystyle 50} a {\displaystyle 150~ppb} de benzeno no ambiente.[9] e ques os fumantes sejam expostos a {\displaystyle 1820\mu g} de benzeno por dia.[8]
- Alimentação e ingestão de água: {\displaystyle 0.2~{\text{a}}~3.1~\mu g} por dia.[8]